# 田辺凌鶴
田辺 凌鶴（たなべ りょうかく、1967年8月16日 - ）は、講談協会所属の講談師。本名∶喜多村 充伸。

## 人物
東京都福生市出身。長距離走者もしくはヒルクライマーのような痩身に銀縁メガネが特徴。
都立立川高校時代は高校球児であった。中央大学法学部政治学科を卒業後、小劇場での舞台役者や大道芸人を経て田辺一鶴に師事した。
講談の自作を得意とし、2012年春現在で、発表した自作講談は100本を超える。

## 来歴
- 2000年4月 - 田辺一鶴の門下。
- 2000年8月 - 前座。
- 2005年10月 - 二ツ目昇進。
- 2007年1月 - 新橋レッドペッパーにて自作によるオリジナル新作講談の口演を開始。
- 2008年 - 裁判員制度を扱った新作講談「死刑と裁判員制度」を発表[2]。
- 2009年12月 - 師匠田辺一鶴死去
- 2010年 - 田辺一鶴死去の為、田辺一邑門下へ移籍
- 2010年 - 国立演芸場台本募集で新作講談「お掃除ホームレス」が清栄会奨励賞[3]。
- 2010年 - 日本レジャーチャンネルでボートレースを講談で紹介する「水上の英雄たち」に出演。[4]
- 2012年9月 - 真打昇進

## 弟子
二ツ目
- 田辺凌天

前座
- 田辺凌々